# Sign of the Hammer
Sign Of The Hammer (en español: Signo del Martillo) es el cuarto álbum de estudio de la banda estadounidense de heavy metal, Manowar, editado por 10 Records en el año 1984

## Lista de canciones
1. All Men Play on 10 - 4:02
2. Animals - 3:35
3. Thor (The Powerhead) - 5:25
4. Mountains - 7:40
5. Sign of the Hammer - 4:20
6. The Oath - 4:56
7. Thunderpick - 3:33
8. Guyana (Cult of the Damned) - 7:11

## Detalles varios
- Guyana (Cult Of The Damned) está basado en un suicidio en masa que tuvo lugar en Guyana en 1978, dirigido por Jim Jones
- Thor (The Powerhead) habla de Thor, una deidad de la mitología nórdica. Los gigantes referenciados en el verso "I watched as he shouted, to the giants that died that day" son también parte de dicha mitología. Los versos "live to die on that final day" y "gods, monsters and men, we'll die together in the end", por su parte, se refieren al Ragnarök, el mito de dicha mitología sobre el fin del mundo.

## Músicos
- Eric Adams - Vocalista
- Ross the Boss - Guitarrista
- Joey DeMaio - Bajista
- Scott Columbus - Baterista